# تپه گورستان شیخ رش ۱۱
تپه قبرستان شیخ رش ۱۱ مربوط به سدهٔ ۶ تا ۸ ه.ق است و در شهرستان اشنویه، بخش نالوس، دهستان اشنویه جنوبی، روستای چپرآباد واقع شده و این اثر در تاریخ ۲۸ شهریور ۱۳۸۶ با شمارهٔ ثبت ۱۹۶۱۷ به‌عنوان یکی از آثار ملی ایران به ثبت رسیده است.